# Strumigenys londianensis
Strumigenys londianensis is een mierensoort uit de onderfamilie van de Myrmicinae. De wetenschappelijke naam van de soort is voor het eerst geldig gepubliceerd in 1946 door Patrizi.